# Новий рубіж (фільм, 1935)
«Новий рубіж» (англ. The New Frontier) — американський вестерн 1935 року з Джоном Вейном режисера Карла Пірсона.

## Актори
- Джон Вейн - Джон Доусон
- Мюріель Еванс - Ганна Льюїс
- Ворнер Річмонд - Ейс Голмс
- Аль Брідж - Кіт
- Сем Флінт - Мілт Доусон
- Мердок МакКуаррі - Том Льюїса
- Аллан Каван - міністр Шоу
- Мері Макларен - місіс Шоу
- Теодор Лорч - Джо
- Гленн Стрендж - Нортон
- Філіп Кіффер - офіцер армії
- Френк Болл - Тед